# George C. Williams
Pour les articles homonymes, voir George Williams et Williams.
George C. Williams, né à Charlotte (Caroline du Nord) le 12 mai 1926 et mort à South Setauket, Long Island, le 8 septembre 2010, est un biologiste américain.

## Biographie
George C. Williams enseigne à l'Université d'État de New York à Stony Brook à Stony Brook.
En 1957, il élabore la théorie de la pléiotropie antagoniste.
Pendant les dernières décennies, il s'occupe d'affiner sa théorie néo-synthétique de l'évolution.